# أنطونيو بيتزونيا
أنطونيو ريغينالدو بيتزونيا جونيور (بالبرتغالية: Antônio Reginaldo Pizzonia Júnior‏) هو سائق سباقات فورمولا ون برازيلي ولد في يوم 11 سبتمبر 1980 في مدينة مناوس في البرازيل، بدأ بالمنافسة في سباقات السيارات في سنة 1997، وفي سنة 2004 مثل بيتزونيا فريق ويليامز إف ون ليحل محل رالف شوماخر الذي أصيب أنذاك وتمكن في تلك السنة من تحقيق أول نقطة له.

## روابط خارجية
- أنطونيو بيتزونيا على موقع Racing-Reference.info (الإنجليزية)
- أنطونيو بيتزونيا على موقع DriverDB.com (الإنجليزية)